# Gravenhorstia picta
Gravenhorstia picta är en stekelart som beskrevs av Heinrich Boie 1836. Gravenhorstia picta ingår i släktet Gravenhorstia och familjen brokparasitsteklar. Inga underarter finns listade i Catalogue of Life.